# Maria-Hilf (Zürich-Leimbach)

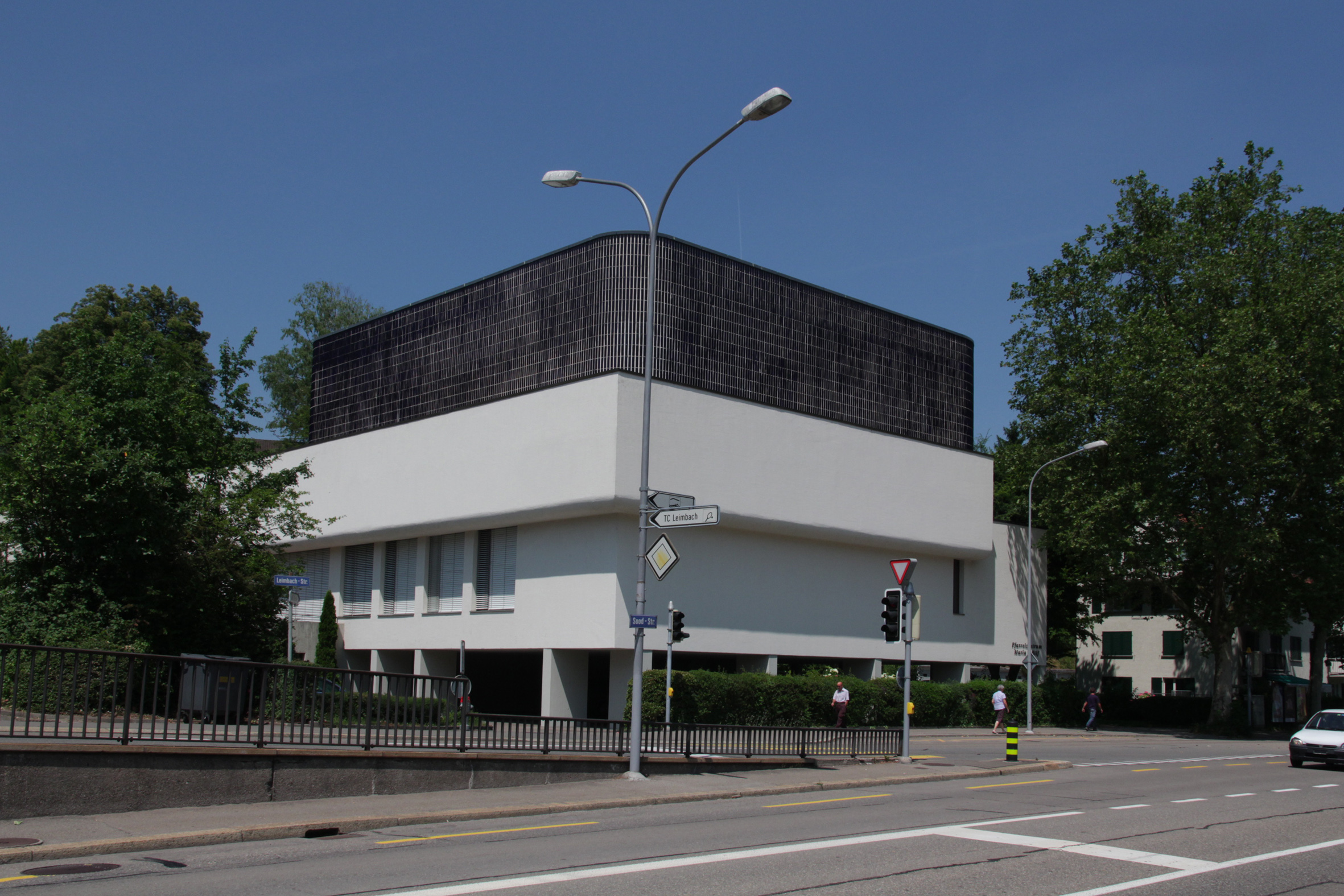
Kirche Maria-Hilf, Ansicht von Süden

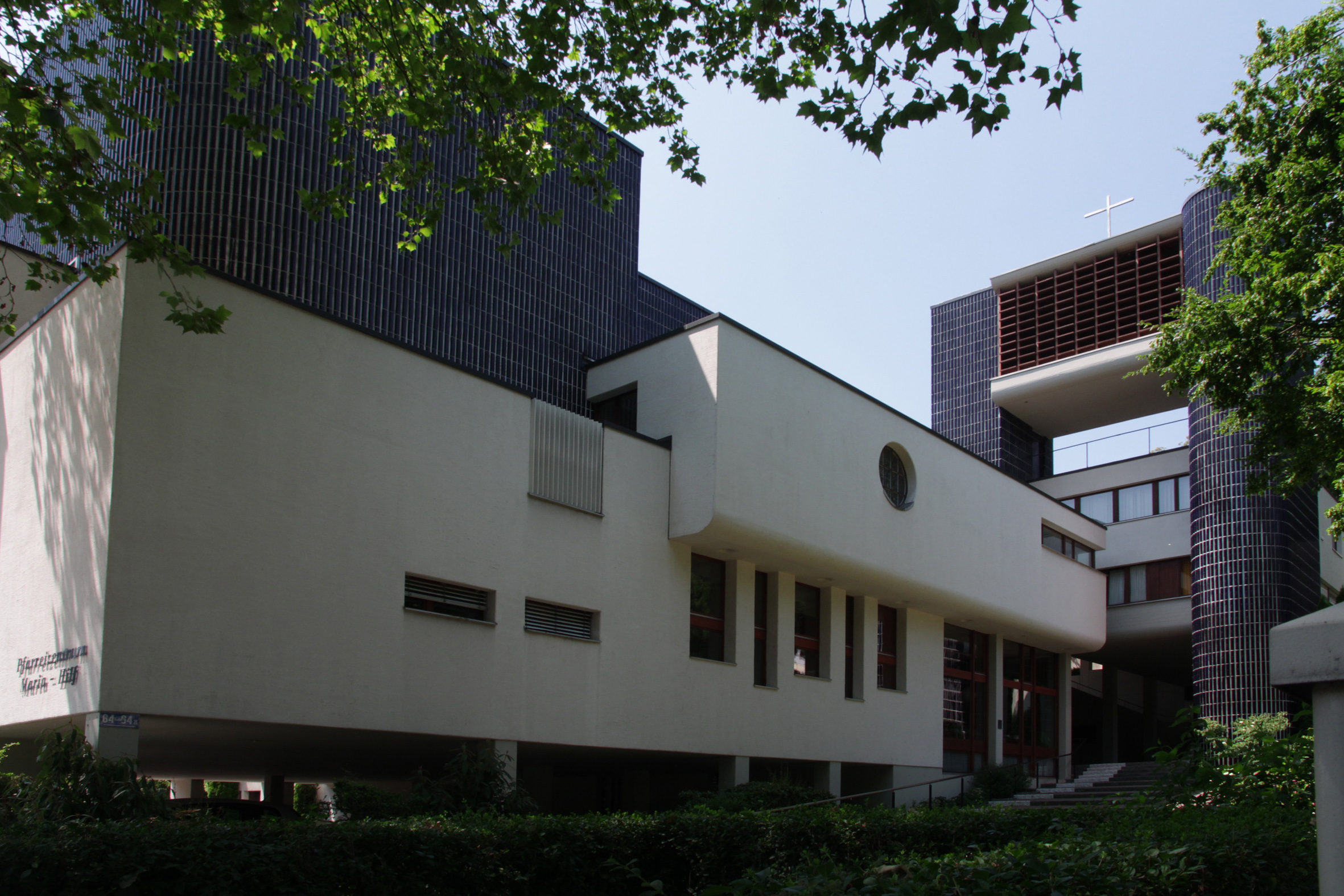
Ansicht von Nordost

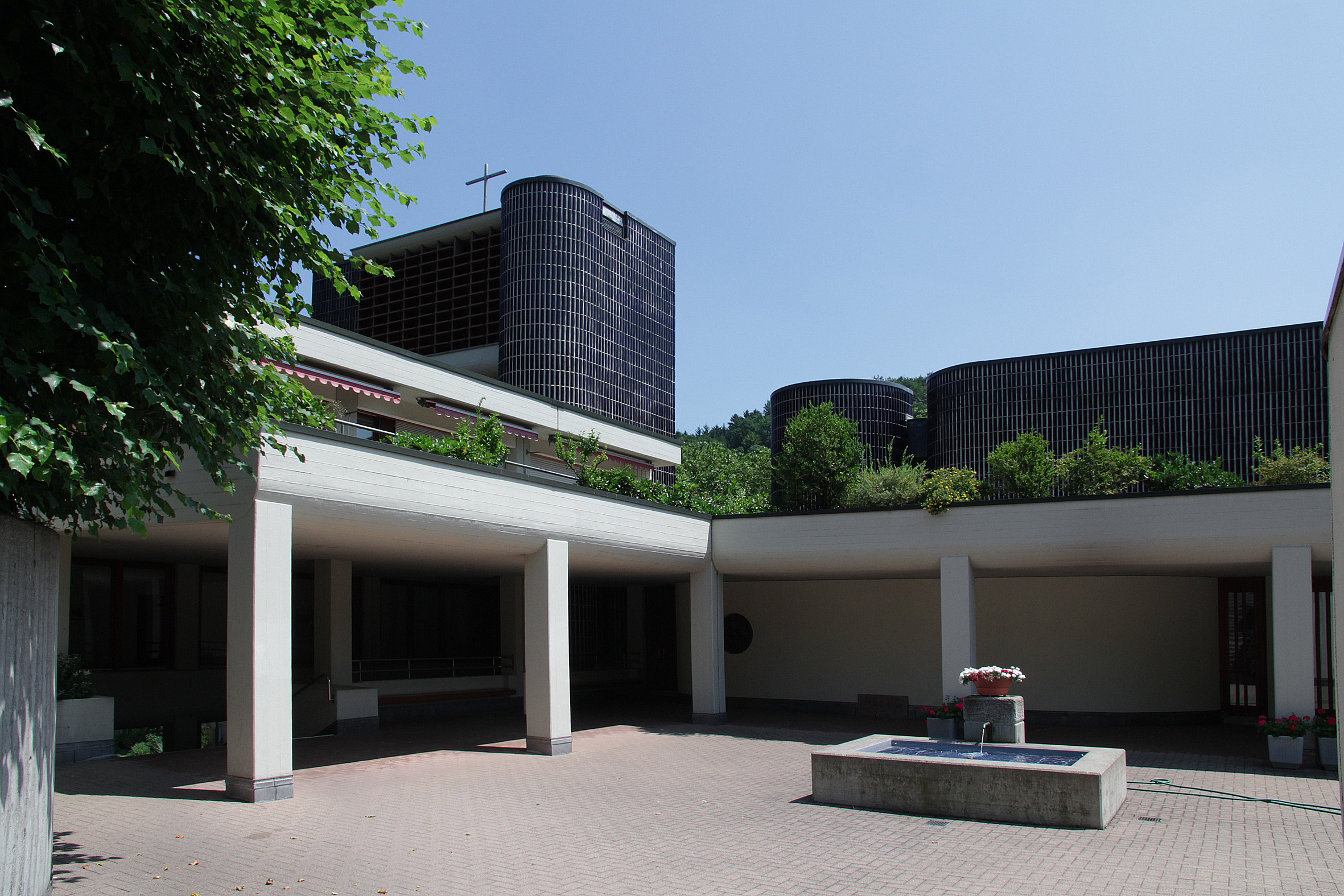
Der Innenhof mit dem Haupteingang zur Kirche

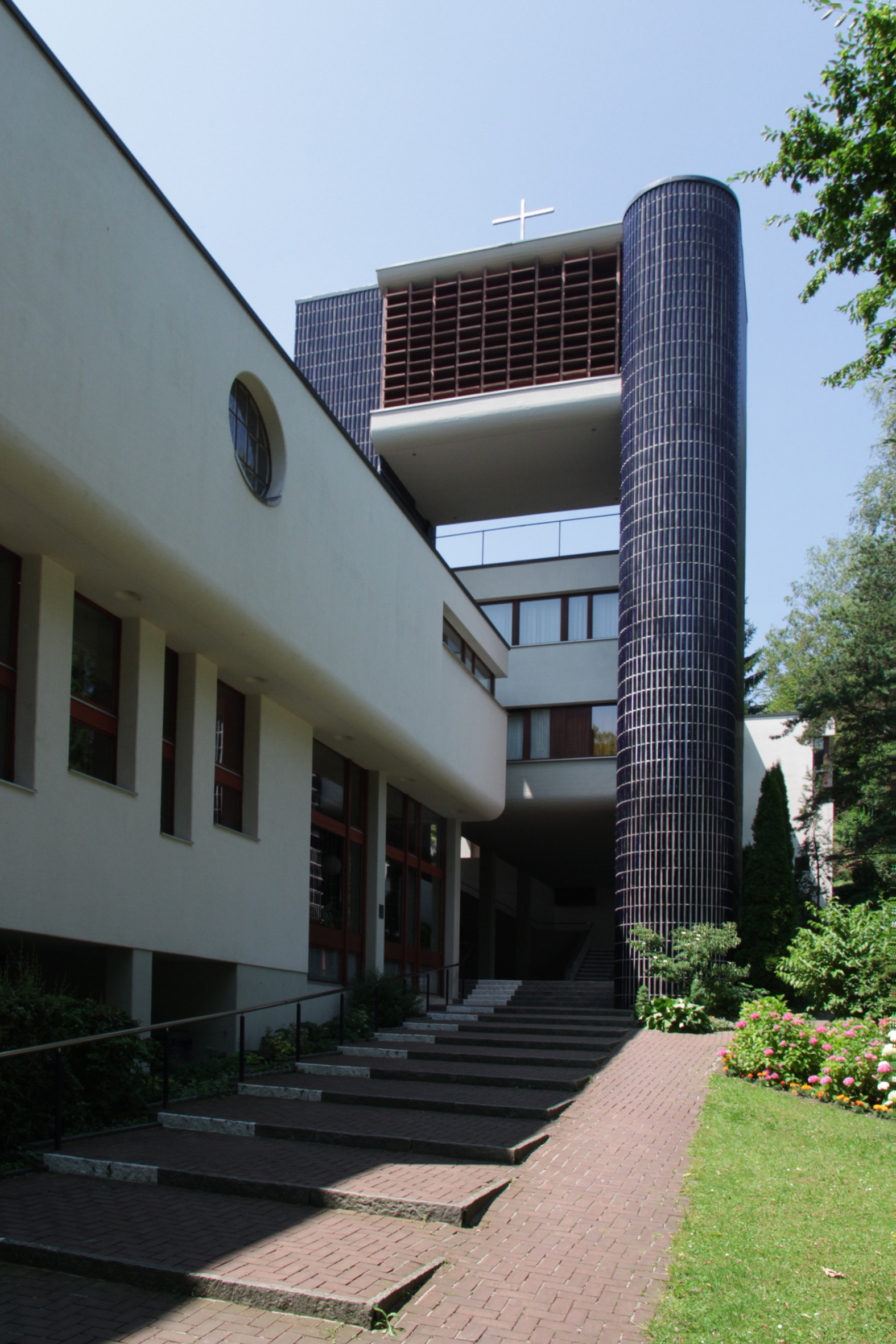
Der Kirchturm

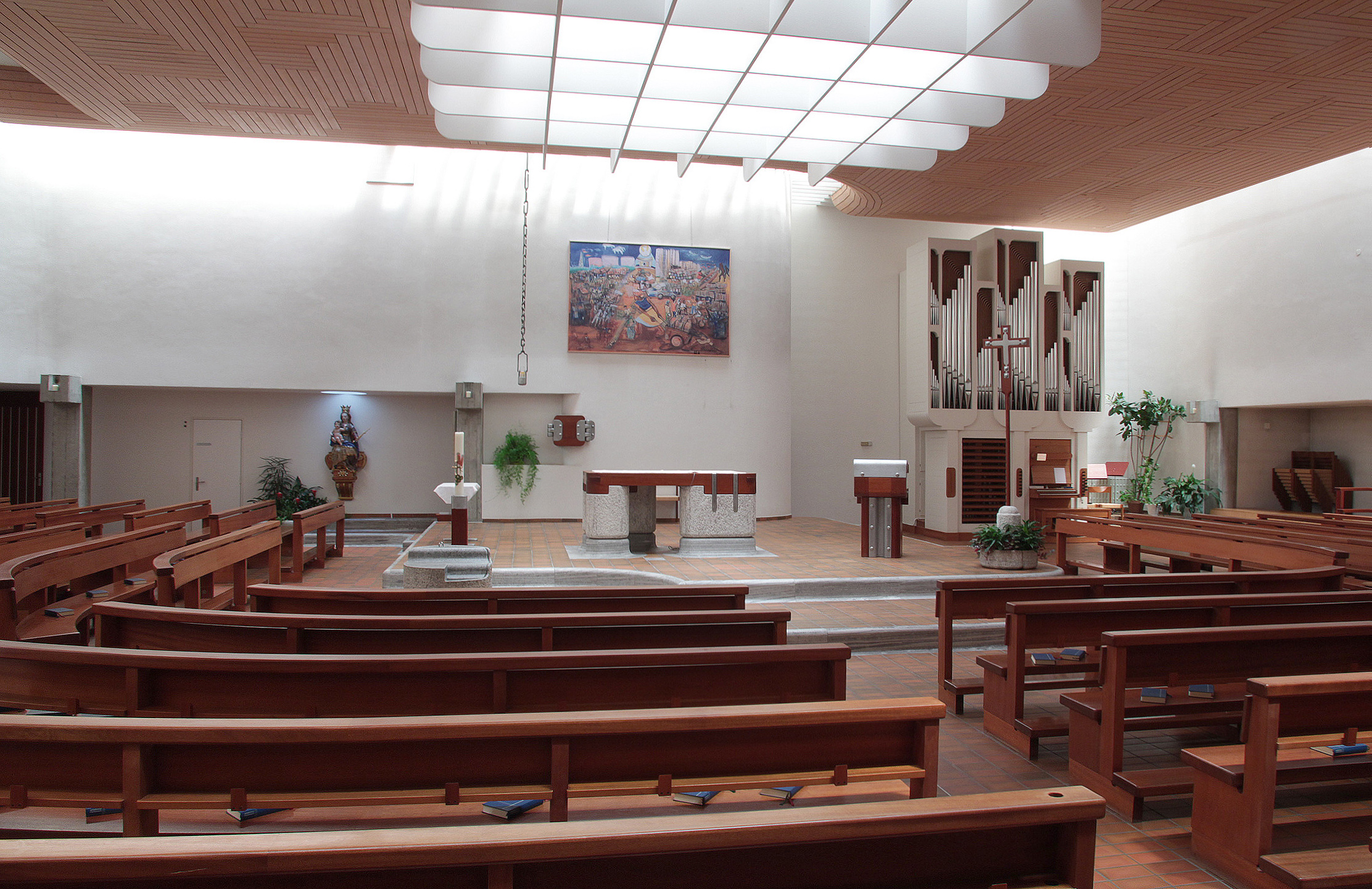
Der Innenraum

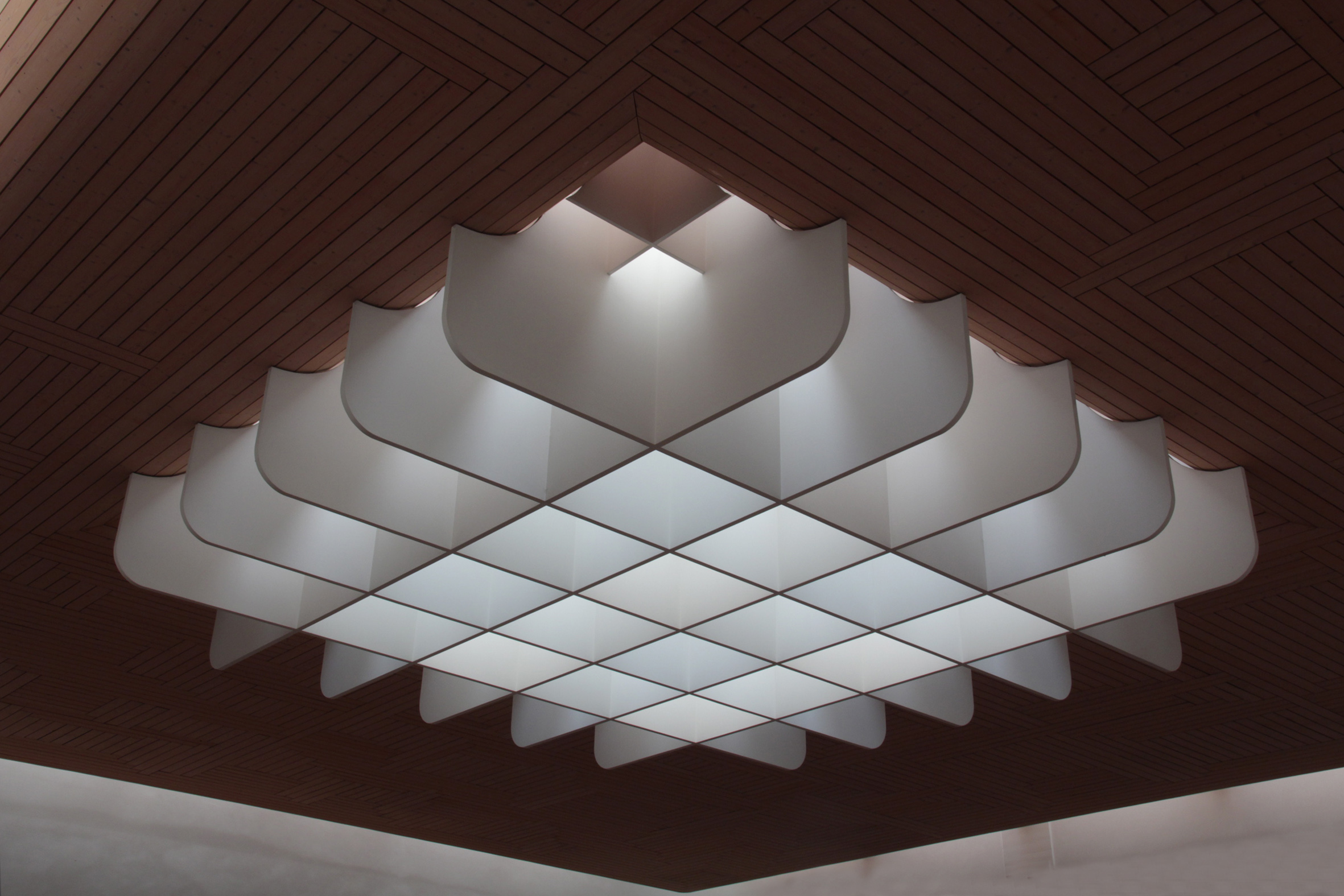
Lichtschacht in der Decke der Kirche

Die Kirche Maria-Hilf ist die römisch-katholische Pfarrkirche des Zürcher Stadtteils Leimbach.

## Geschichte
Bereits im Jahr 948 wurde in Leimbach eine Kapelle St. Gilg (Ägidius) erwähnt. Um 1400 war die Kapelle im Besitz des Zisterzienserinnen-Klosters Selnau. Bei der Reformation 1524 ging die Kapelle in Privatbesitz über und wurde schliesslich abgebrochen.
Die heutige Pfarrei Maria-Hilf war eine Tochterpfarrei von St. Franziskus Wollishofen. Bereits im Jahr 1901 konnte für die Gläubigen von Wollishofen und Leimbach eine Notkirche gemietet werden. Nach dem Bau der Kirche St. Franziskus Wollishofen in den Jahren 1927–1928 kaufte der Kirchenbauverein Wollishofen im Jahr 1932 in Leimbach Land für den Bau einer Kirche. 1950 wurde eine kleine Kirche erbaut und der Bischof von Chur, Christian Caminada, erhob Leimbach zum Pfarrvikariat. 1951 wurde etwa die Hälfte des Baugrundes, der für die erste Kirche nicht gebraucht worden war, zwecks Schuldentilgung verkauft.
Nach der staatlich-rechtlichen Anerkennung der katholischen Kirche im Kanton Zürich begannen 1966 die Abklärungen für einen Neubau der Kirche. Weil der Baugrund der alten katholischen Kirche vis-à-vis des Bahnhofs Leimbach begrenzt war und die Überbauung Mittel-Leimbach als neues Quartierzentrum projektiert wurde, erfolgten zunächst Abklärungen, ob man die neue katholische Kirche nicht mitten im Wohngebiet Mittel-Leimbach hätte errichten können. Dies hätte jedoch zur Folge gehabt, dass die katholische Kirche vom ursprünglichen Dorfkern zu weit entfernt gelegen wäre, weshalb diese Idee wieder fallen gelassen wurde. Da in Leimbach zeitgleich auch die reformierte Kirche gebaut werden sollte, versuchten die Vertreter der beiden Landeskirchen als Ausdruck des Wunsches nach einer gelingenden Ökumene, einen gemeinsamen Baugrund zu finden. Da das dafür nötige Land nicht gefunden werden konnte und das Bauprojekt der reformierten Kirche bereits weiter fortgeschritten war, stehen die beiden Kirchen heute etwas voneinander entfernt.
Die heutige Kirche samt Pfarreizentrum und Pfarrhaus wurde in den Jahren 1972–1974 nach Plänen des Architekten Walter Moser erbaut und die Vorgängerkirche abgebrochen. Am 26. August 1973 erfolgte die Grundsteinlegung. Per 1. Dezember 1974 ernannte Bischof Johannes Vonderach Leimbach zur Pfarrei und weihte die Kirche Maria-Hilf am 8. Dezember 1974, dem Hochfest Mariä Empfängnis.
Am 3. Dezember 1976 erhielt die Kirche Maria-Hilf durch den Stadtrat der Stadt Zürich die Auszeichnung für gute Bauten.
Heute ist die Pfarrei Maria-Hilf mit 1‘738 Mitgliedern (Stand 2021) nach St. Martin (Fluntern) die zweitkleinste römisch-katholische Kirchgemeinde der Stadt Zürich.

## Kirchturm und Glocken
Der Kirchturm überragt den Baukomplex von Maria-Hilf und beherbergt ein vierstimmiges Geläut aus Bronzeglocken. Diese wurden am 19. Oktober 1973 in der Glockengiesserei H. Rüetschi, Aarau gegossen. Am 25. August wurden die Glocken geweiht und am 26. August in den Turm aufgezogen.
| Glocke | Gewicht | Schlagton | Widmung            |
| ------ | ------- | --------- | ------------------ |
| 1      | 1676 kg | d′        | Dreifaltigkeit     |
| 2      | 1092 kg | f′        | Bruder Klaus       |
| 3      | 0530 kg | a′        | Apostel Johannes   |
| 4      | 0300 kg | c″        | Gottesmutter Maria |

## Baubeschreibung
Zwischen Wohnblöcken, an der viel befahrenen Hauptstrasse in der Nähe des Bahnhofs Leimbach gelegen, steht das Pfarreizentrum Maria-Hilf auf engem Baugrund. Ein öffentlicher Fussweg führt von der Soodstrasse über Treppen und Rampen durch das Areal des Pfarreizentrums zu den höher gelegenen Bereichen von Leimbach.
Das Pfarreizentrum Maria-Hilf besteht auf unterschiedlich geformten und materialisierten Baukörpern, die ineinander verschachtelt sind. Die eigentliche Kirche überragt das darunter gelegene Pfarreizentrum sowie das daneben erbaute Pfarrhaus und das Haus für den Sigristen. 
Während die anderen Gebäudeteile mit weissem Verputz verkleidet sind, markiert die Kirche mit der Fassade aus blauen Keramikplatten aus Finnland ihre Bedeutung innerhalb des Baukomplexes. Die unteren Baukörper des Ensembles bestehen aus eckigen Formen; im Gegensatz dazu wurde der obere Teil der Kirche mit abgerundeten Formen gestaltet. Seinen Abschluss findet der Komplex im Kirchturm, der ebenfalls wie das Gotteshaus im oberen Teil mit runden, blau gekachelten Formen gestaltet ist. Das aus Aluminium gegossene Kreuz auf dem Kirchturm verweist auf den christlichen Auftrag des Gebäude-Ensembles.
Vom Kirchenvorhof, der mit roten Betonpflastersteinen ausgelegt ist und einen quadratischen Brunnen besitzt, gelangt man in die Kirche Maria-Hilf, welche 350 Gläubigen Platz bietet. Die bis auf eine Ausnahme fensterlose Kirchenwand schützt den Gottesdienstraum vom Lärm der Strasse. Aufgrund des umlaufenden Lichtschachts, welcher Tageslicht in den Raum führt, scheint die Holzdecke über dem Kirchenraum zu schweben.

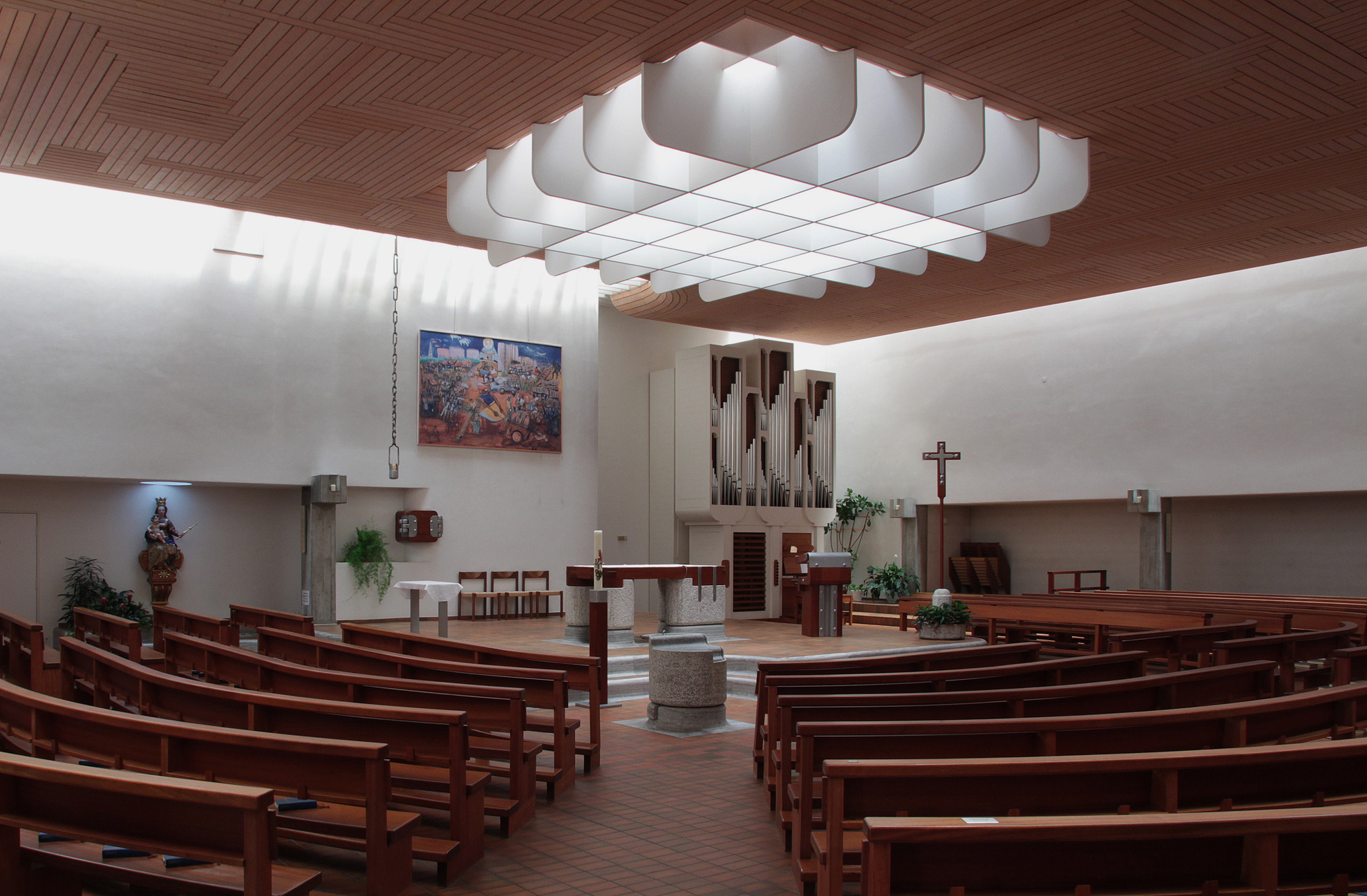
Altarraum von Peter Travaglini
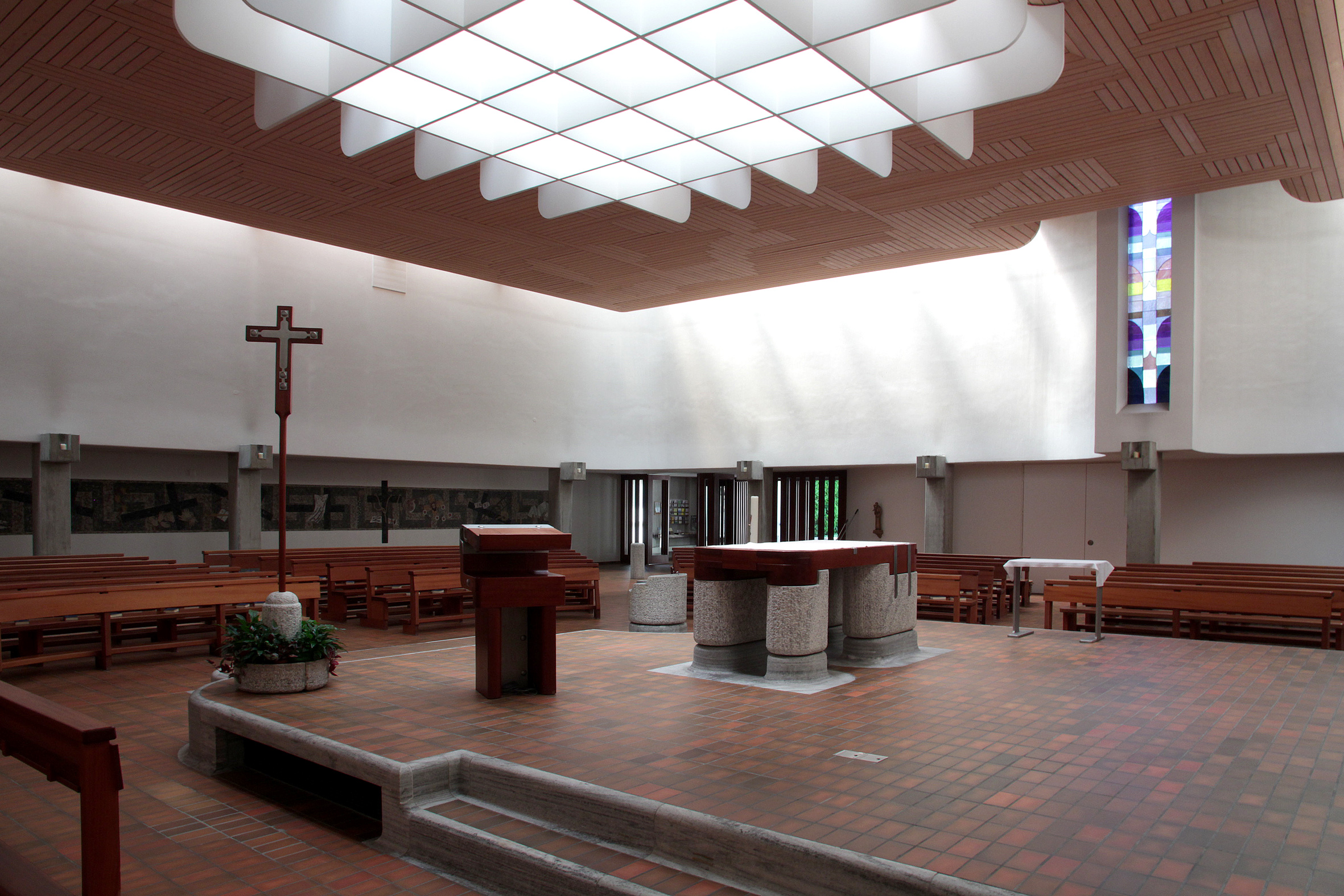
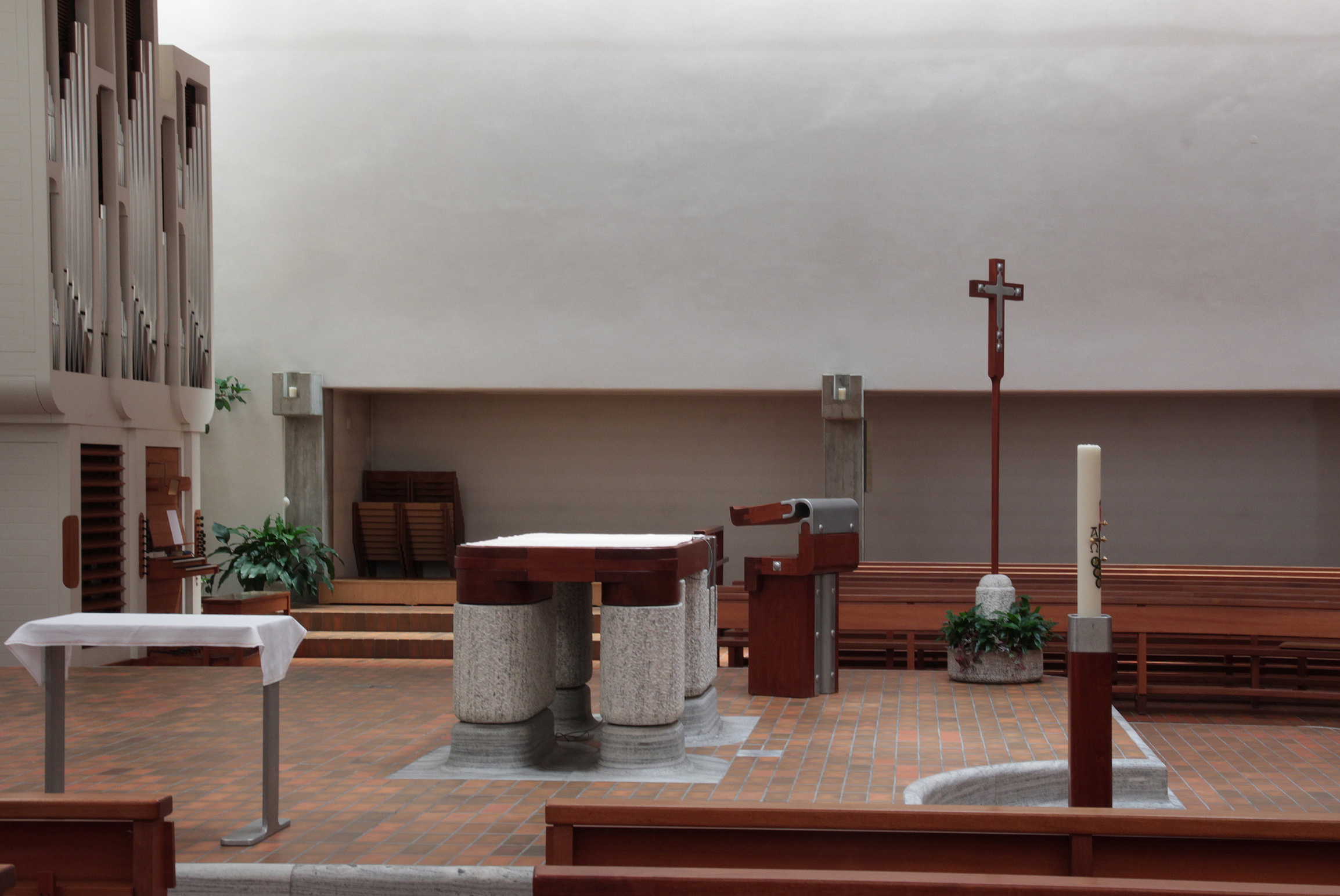
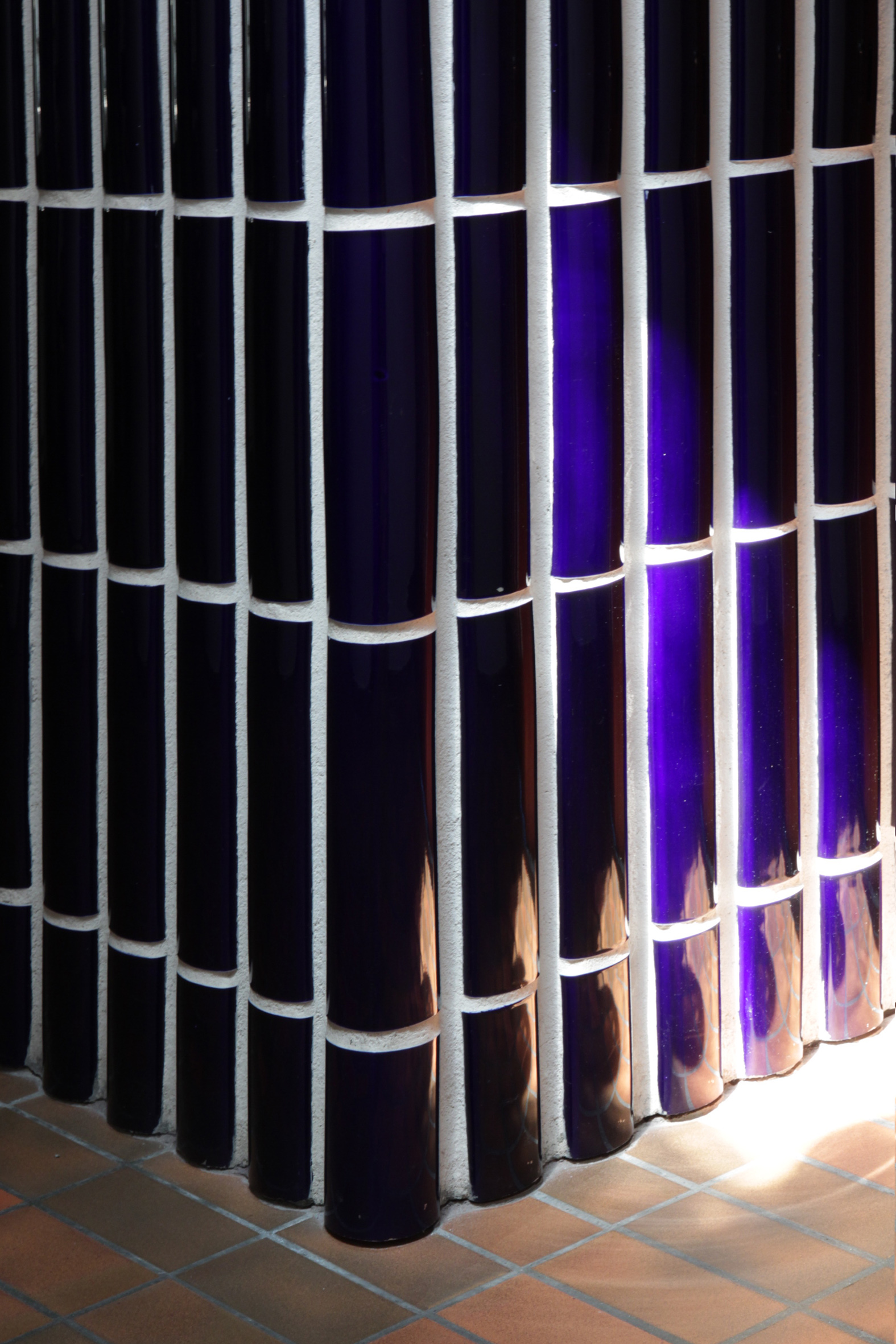
Die Kacheln der Wandgestaltung, Detailaufnahme
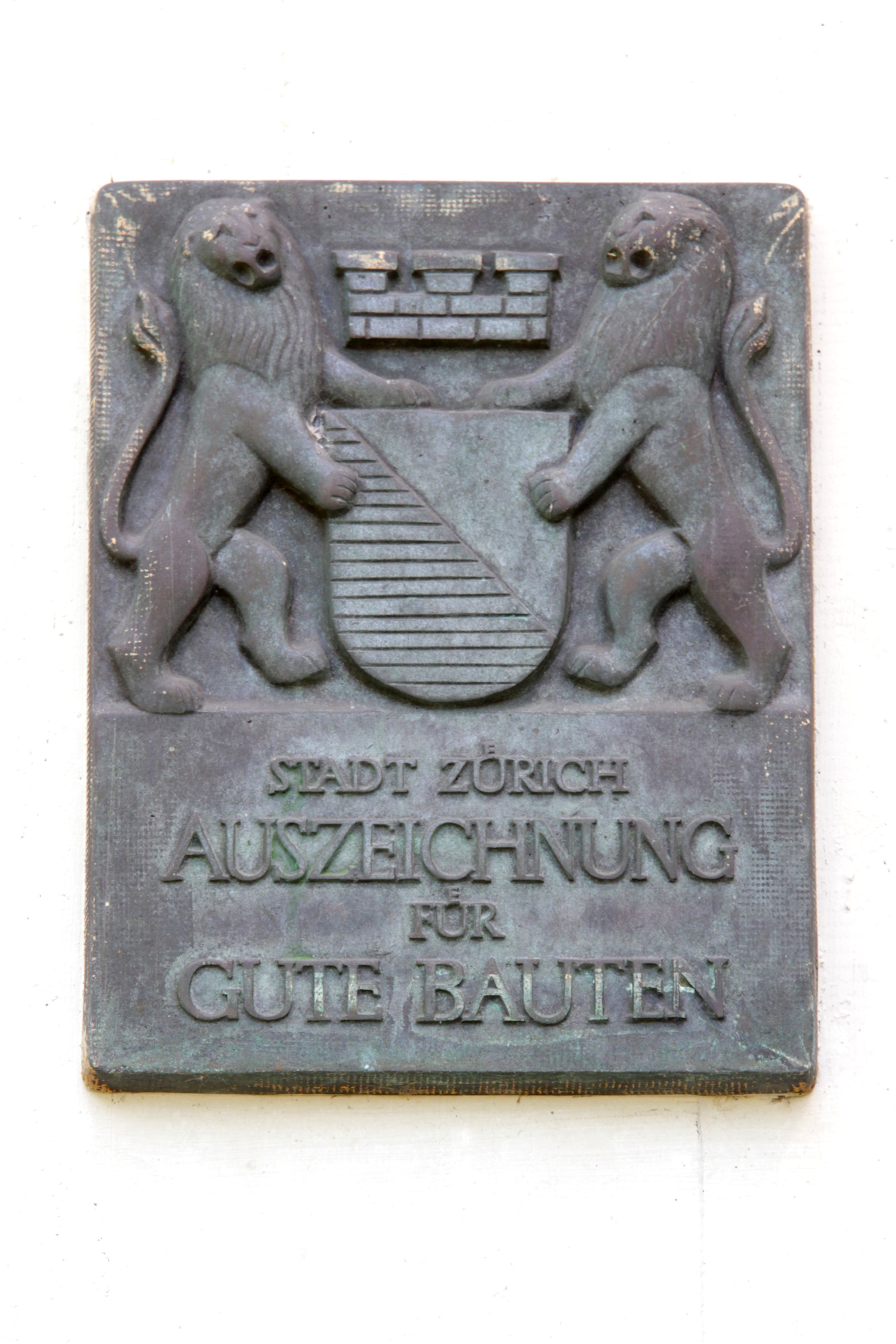
Auszeichnung der Stadt Zürich für gute Bauten

## Ausstattung
Altar, Ambo, Tabernakel, Taufbrunnen und die Mariennische wurde durch den Tessiner Maler und Bildhauer Peter Travaglini, Büren an der Aare gestaltet. Die liturgischen Elemente bestehen aus den drei Materialien Stein (Castione-Granit bianco), Holz (Sipoholz) und Metall (Aluminium), die sich in verschiedenen Variationen ineinander fügen. Das einzige Farbfenster der Kirche schuf Max Hellstern, Zürich. Es verweist in Farbe und Form vom Irdischen zum Göttlichen und stellt damit ein Sinnbild des menschlichen Lebenswegs dar.
Der Kreuzweg wurde vom Künstler Johann Jakob Zemp, Küsnacht ZH (1909–1996) gestaltet. Die Länge des Mosaiks beträgt 22,5 Meter, es besteht aus ca. 63'000 Natursteinchen. Es wurde in den Jahren 1982 bis 1986 vor Ort in der Kirche geschaffen und vom Diözesanbischof Johannes Vonderach am 21. September 1986 eingeweiht. Den Abschluss des Kreuzwegs bildet seit einigen Jahren ein erhöhter Christus, der von Johann Jakob Zemp ursprünglich für ein Grabmal geschaffen und der Kirchengemeinde geschenkt wurde.

### Kapelle
An die Kirche angefügt, befindet sich auch eine Kapelle. Sie ist für Werktags- und Gruppengottesdienste gedacht. Runde Lichtschächte führen das Tageslicht in den Raum. Altar, Tabernakel, Bänke, das Farbfenster und das Kreuz wurden aus der abgebrochenen Vorgängerkirche übernommen.

### Orgel

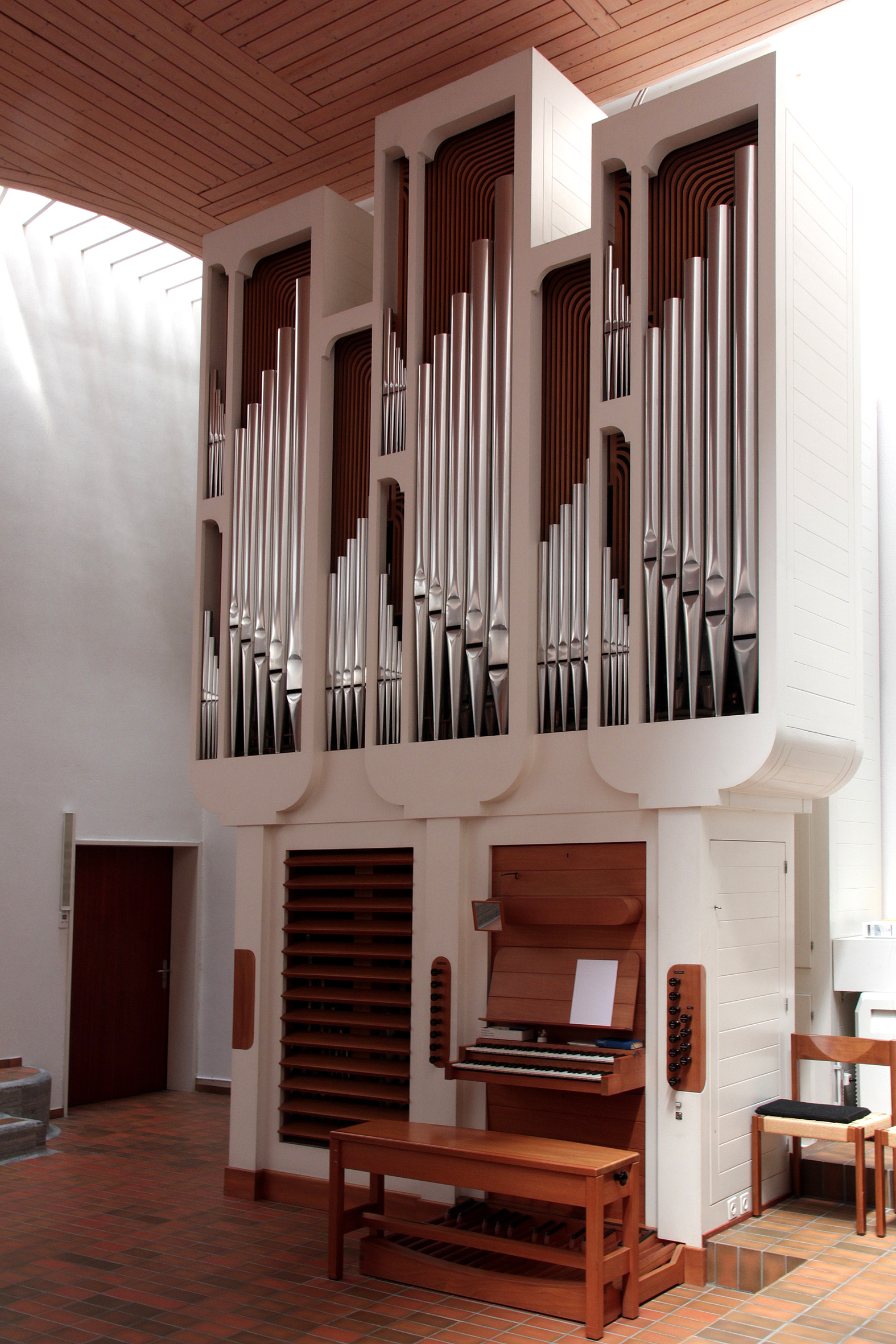
Die Kuhn-Orgel von 1975

Die Orgel stammt von der Orgelbaufirma Th. Kuhn und wurde im Herbst 1975 eingeweiht. Das Schleifladen-Instrument mit mechanischer Spiel- und Registertraktur hat folgende Disposition:
| I Hauptwerk C–g3 |       |
| Quintade         | 16′   |
| Principal        | 8′    |
| Rohrflöte        | 8′    |
| Octave           | 4′    |
| Quinte           | 2 ⁄3′ |
| Waldflöte        | 2′    |
| Mixtur IV        | 2′    |
| Trompete         | 8′    |

| II Positiv (schwellbar) C–g3 |       |
| Gedackt                      | 8′    |
| Principal                    | 4′    |
| Koppelflöte                  | 4′    |
| Sesquialtera II              | 2 ⁄3′ |
| Octave                       | 2′    |
| Larigot                      | 1 ⁄3′ |
| Scharf III–IV                | 1 ⁄3′ |
| Vox humana                   | 8′    |
| Tremulant                    |       |

| Pedal C–f1    |     |
| Subbass       | 16′ |
| Principalbass | 8′  |
| Gambenbass    | 8′  |
| Choralbass II | 4′  |

## Würdigung
Saskia Roth schreibt: «Das Pfarreizentrum Maria-Hilf zeichnet sich aus durch eine geschickte Ausnützung der Situation in einem verhältnismässig steilen Hang, eine kluge Abschirmung gegen die lärmige Leimbachstrasse hin und durch eine gute räumliche Disposition. Die Baukörper sind geprägt von einer strengen Geschlossenheit, die eine Konzentration auf das Innere bewirkt... Mit ihren plastisch srark differenzierten, teils in den Ecken abgerundeten Baukörpern bildet die kubisch gegliederte Anlage aus architekturhistorischer Sicht ein qualitätsvolles Ensemble der Nachkriegsmoderne».